# Dwanaście Apostołów
Dwanaście Apostołów – część wsi Zakrzewska Osada w Polsce położona w województwie kujawsko-pomorskim, w powiecie sępoleńskim, w gminie Więcbork.
W latach 1975–1998 Dwanaście Apostołów administracyjnie należało do województwa bydgoskiego.